# Carl Michael Stenborg
Carl Michael Stenborg, född 22 januari 1840 i Haparanda, död 1 januari 1920 i Föllinge, var en svensk präst.

## Biografi
Stenborg, som gick ut från gymnasiet i Härnösand 1861, prästvigdes redan 1863 då han fick ett förordnande i Jukkasjärvi församling och året därpå i Korpilombolo församling samt 1866 i Gällivare församling. År 1870 utnämndes han till kyrkoherde där med tillträde 1873. År 1878 blev han Hietaniemi församlings förste kyrkoherde med tillträde 1879. Slutligen utnämndes han 1890 till kyrkoherde i Föllinge församling, där han tillträdde 1892.
Stenborg var son till prästen Pehr Stenborg samt bror till prästerna Erik Anders Stenborg, Per Lorens Stenborg och Axel Stenborg, vilka alla verkade i Tornedalen. En annan bror var hebraisten Gustaf Göran Stenborg i Uppsala. Carl Michael Stenborg var gift med prästdottern Theodora Augusta Engelmark, som var dotter till prästen Fredrik Engelmark. En sonson till makarna var skådespelaren Hans-Eric Stenborg.